# Bye Bye Bodil
Bye Bye Bodil er 12. afsnit i den danske sitcomserie Klovn. Og første gang vi bliver præsenteret for Mias bror Mads.
Afsnittet er instrueret af Mikkel Nørgaard og skrevet af Casper Christensen.

## Handling
Bodil er gået hen og er blevet hjerneskadet, da hun blev kvalt i en stor oliven. Derfor har Pivert valgt, at hun skal flytte på plejehjem, hvilket Frank må hjælpe ham med. På plejehjemmet møder han en ældre dame som er lam og derfor maler med munden. Frank der gerne vil imponere Casper, tilbyder at købe billedet af hende.
Casper er dog ikke imponeret, men Frank holder fast og kommer ind på, at han er meget imponeret af folk der er dygtige med munden, da Mia har meldt ud, at hun ikke synes han er specielt god til det med oralsex. Casper fortæller ham derfor et trick han selv bruger.
Dagen efter på plejehjemmet opdager Frank, at den ældre dame har løjet for ham, da han fanger hende i at male med hænderne og hun tilstår. Han beder derfor Mads, Mias bror, som er advokat om at kigge på hvad han kan stille op i situationen, og tilbyder at give en middag som tak for hjælp.
Under middagen kommer Frank til at fornærme Mads og han taler over sig foran Iben, omkring det tip han fik af Casper. Så aftenen ender med, at han og Casper sidder alene tilbage.

## Hovedskuespillere
- Frank : Frank Hvam
- Casper : Casper Christensen
- Mia : Mia Lyhne
- Iben : Iben Hjejle

## Øvrige medvirkende
- Claire : Claire Ross-Brown
- Pivert : Jacob Weble
- Bodil : Trine Juul-Andersen
- Mads : Mads Lisby
- Golf-ven : Peter Bech
- Ældre lam dame : Helen Svanholm
- Pølsedame : Lene Axelsen